# Геленджикский историко-краеведческий музей

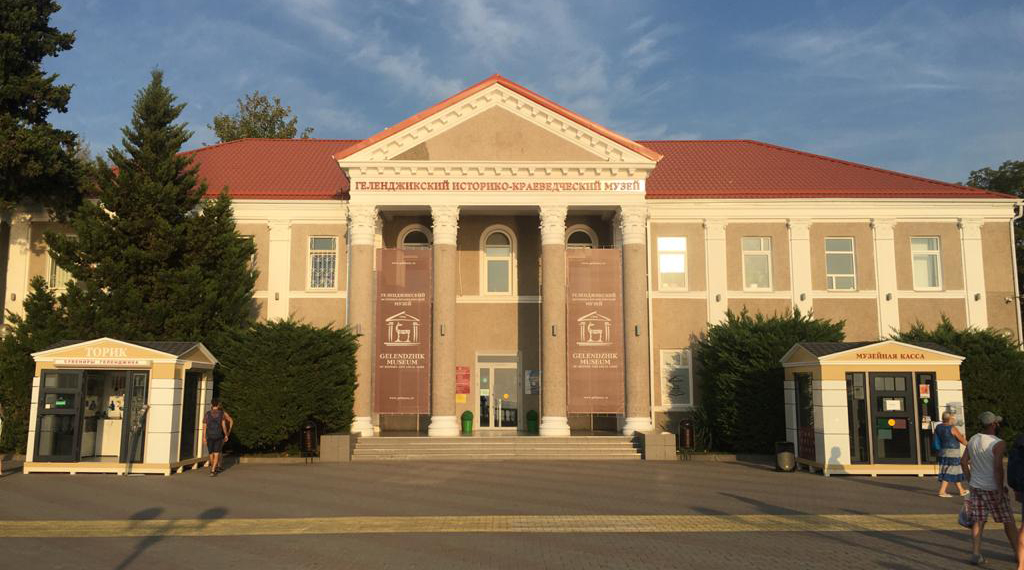
Фасад Геленджикского музея

Геленджи́кский музе́й (муниципальное бюджетное учреждение культуры «Геленджикский историко-краеведческий музей») — важнейший и единственный городской научно-методический центр, представляющий основу для сохранения исторической памяти и развития культурных инициатив в городе-курорте Геленджик.

## История
Музей основан 18 июля 1909 года. Основатель музея — Михаил Михайлович Рейнке, Тайный советник и старший чиновник Собственной Его Императорского Величества Канцелярии. Изначально музей был открыт как «Естественно-исторический музей», основой для которого послужили находки и первые археологические коллекции, найденные в ходе раскопок, а также при строительстве курортов Солнцедар и Борисово в начале XX века.
По состоянию на 01.01.2020 г. в музее хранится 78371 предметов основного фонда и 16712 предметов научно-вспомогательного фонда. Из них зарегистрировано в Государственный каталог музейного фонда РФ 15431 предметов.

## Коллекции
- Коллекция редкой книги[1]
- Коллекция археологии[2]
- Коллекция предметов этноса[3]
- Коллекция тканей[4]
- Коллекция оружия[5]
- Коллекция нумизматики[6]
- Коллекция изобразительного искусства[7]
- Коллекция отдела природы[8]
- Коллекция фотографий[9]
- Коллекция письменных источников[10]

### Римские артефакты
После интенсивных археологических раскопок на месте обнаружения римской сторожевой башне в 2 км к северо-западу от Архипо-Осиповки в 1998—2004 годов, Геленджикский историко-краеведческий музей пополнился коллекцией нескольких амфор, которые позволили датировать башню 2-й третью I века н. э..

## Филиалы
- Дом-музей В. Г. Короленко (открыт 21 мая 1964 г. на хуторе Джанхот)[12]
- Батарея № 394 капитана А. Э. Зубкова (открыт 12 апреля 1975 г. между с. Кабардинка и г. Новороссийск на горе Пенай)[13]
- Городской выставочный зал[14]
- Батарея капитана М. П. Челака № 714 (отдел под открытым небом, открыт в 2022 году)[15]
- Землянки штаба 18-й армии (воссозданы 9 мая 2023 в честь 80-летия освобождения Краснодарского края)[16]